# Dadiji Xiang
Dadiji Xiang (kinesiska: 大地基, 大地基乡) är en socken i Kina. Den ligger i provinsen Yunnan, i den sydvästra delen av landet, omkring 140 kilometer väster om provinshuvudstaden Kunming. Antalet invånare är 10 832. Befolkningen består av 5 231 kvinnor och 5 601 män. Barn under 15 år utgör 18,0 %, vuxna 15-64 år 74 %, och äldre över 65 år 6,0 %.
Genomsnittlig årsnederbörd är 946 millimeter. Den regnigaste månaden är augusti, med i genomsnitt 206 mm nederbörd, och den torraste är januari, med 10 mm nederbörd.